# إنتل 4040
إنتل 4040 يعتبر المعالج خلفا لإنتل 4004. وقد عرض عام 1974. قام المعالج باستخدام 10 μm من تقنية silicon-gate enhancement load PMOS، مصنوع من 3000 ترانزستور، ويمكن تنفيذ ما يقارب من 60000 من عمليه في الثانية.

## المميزات الجديدة
- المقاطعة
- الخطوة الواحدة

## الملحقات
- توسيع مجموعة العمليات إلى 20 عملية
- توسيع ذاكرة البرامج إلى 8 كيلوبايت
- توسيع السجلات إلى 24
- توسيع مجموعة الروتين الثانويى إلى 7 مستويات

## المصصممين

i4040 الهندسة المعمارية لـ.

اقترح فيديريكو فاقين (Federico Faggin) المشروع، وقام بصياغة الهندسة المعمارية وقاد التصميم. وقام توم اينيس (Tom Innes) بالتصميم المفصل.

## الرقائق الجديدة المدعومة
- 4201 - Clock Generator 500 to 740 kHz using 4 to 5.185 MHz crystals
- 4308 - 1 KB ROM
- 4207 - General Purpose byte Output port
- 4209 - General Purpose byte Input port
- 4211 - General Purpose byte I/O port
- 4289 - Standard Memory Interface (replaces 4008/4009)
- 4702 - 256 byte UVEPROM
- 4316 - 2 KB ROM
- 4101 - 256 4-bit word RAM